# Hestina intermedia
Hestina intermedia är en fjärilsart som beskrevs av John Henry Leech 1892. Hestina intermedia ingår i släktet Hestina och familjen praktfjärilar. Inga underarter finns listade i Catalogue of Life.